# Stefan Baumeister
Stefan Baumeister (Bad Aibling, 18 de abril de 1993) es un deportista alemán que compite en snowboard, especialista en las pruebas de eslalon paralelo.
Ganó tres medallas en el Campeonato Mundial de Snowboard, en los años 2019 y 2025.
Participó en tres Juegos Olímpicos de Invierno, entre los años 2014 y 2022, ocupando el sexto lugar en Pyeongchang 2018 (eslalon gigante paralelo).

## Medallero internacional
| Campeonato Mundial | Campeonato Mundial         | Campeonato Mundial | Campeonato Mundial       |
| Año                | Lugar                      | Medalla            | Prueba                   |
| ------------------ | -------------------------- | ------------------ | ------------------------ |
| 2019               | Park City (Estados Unidos) | Medalla de bronce  | Eslalon paralelo         |
| 2019               | Park City (Estados Unidos) | Medalla de bronce  | Eslalon gigante paralelo |
| 2025               | Engadina (Suiza)           | Medalla de plata   | Eslalon gigante paralelo |